# 林思顯
林思顯'，CBE，JP[?]（1922年1月12日—2007年8月8日），香港銀行家及教育家，前嘉華銀行董事局主席及香港浸會學院（香港浸會大學前身）校董會主席，1965年至1968年擔任市政局委任議員，以及在1967年和1968年間兩度獲委任為立法局非官守議員。
林思顯的父親林子豐是嘉華銀行創辦人，儘管林思顯在父親於1971年逝世時接過董事局主席一職，但其時銀行控股權已落入美國財團手中，1974年再落入新加坡僑商劉燦松手上。1986年，嘉華銀行獲中信集團注資，從此添上中資色彩，但林思顯仍然以獨立非執行董事身份留任董事局。1998年，嘉華銀行正式改名為中信嘉華銀行，林思顯其後於2002年辭任董事局，標誌着林家完全退出嘉華銀行業務。2010年5月，中信嘉華銀行有限公司進一步改名為中信銀行（國際），「嘉華」一名走進歷史。
在嘉華銀行的工作以外，林思顯除了擔任過市政局議員和立法局臨時議員，還屢獲香港政府委以不同的工商業公職，並參與籌組香港工業總會和香港貿易發展局，以及曾任兩屆香港潮州商會主席。此外，林思顯由1968年至1986年在父親參與創辦的香港浸會書院出任校董會主席，任內見證學校在1972年獲港府准許由「書院」改名為「學院」、1978年率先引入國際文憑大學預科課程，以及在1983年獲大學及專上教育資助委員會（大學教育資助委員會前身）接納成為資助院校。
林思顯來自虔誠的浸信會家庭，父親林子豐除了是嘉華銀行和香港浸會學院創辦人，還歷任香港浸信會聯會主席和同屬浸信會的香港培正中學校長和澳門培正中學校監等職。林思顯也隨父親先後出任兩地的培正中學校監，以及民生書院校董會主席和校監等職務。林思顯的胞弟林思齊是加拿大富商，1988年至1995年成為該國歷史上首位華人省督。

## 生平

### 早年生涯
林思顯祖籍廣東汕頭揭陽縣金坑，1922年1月12日於香港出生。來自潮州人浸信會家庭的林思顯，祖父林紹勳是浸信會牧師和鄉村教師，父親林子豐是香港銀行家與教育家，1922年2月2日創辦嘉華銀行，後來先後參與創立香港浸信會神學院、香港浸會書院和浸會醫院，以及出任香港浸會書院和香港培正中學等校校長。林子豐與妻子陳植亭共育有七子兩女，其中林思顯是家中長子，他的胞弟林思齊於1988年至1995年任加拿大卑詩省省督，是該國歷來首位華人省督。
林思顯早年就讀於香港培正小學，所屬的級社是1940年「毓社」。他中學就讀民生書院，是該校1941年級校友。畢業後，林思顯赴菲律賓大學主修工程學，取得學士學位後返回香港，協助父親打理銀行和其他商業業務。

### 商業生涯
在1960年，林思顯加入嘉華銀行董事局，嗣後擔任該行監督。六七暴動後，林子豐與家族成員無心打理業務，其中胞弟林思齊更辭任銀行總經理一職，與妻女舉家移民加拿大。當林子豐在1971年逝世後，銀行控制權落入美國財團，至1974年再落到新加坡僑商劉燦松手上，林子豐家族逐漸淡出銀行業務，但林思顯與他的另一位胞弟林思進則留在董事局供職，繼續參與銀行業務，當中更由林思顯出任董事局主席。
自林家淡出後，嘉華銀行在劉燦松帶領下於1980年在香港交易所成功上市，但此後銀行業務不斷收縮，在1986年更陷入重大財務危機。當時嘉華銀行獲得中信集團注資3.5億港元打救，令銀行搖身一變成為具中資背景的商業機構。林思顯在中信注資後雖然不再擔任董事局主席，但仍然以獨立非執行董事身份留任董事局。中信集團掌控嘉華以後，在1998年宣佈將銀行正式更名為「中信嘉華銀行」，並促成中信嘉華銀行於2002年收購香港華人銀行。同樣在2002年，中信嘉華銀行改名「中信國際金融控股有限公司」，而收歸旗下的香港華人銀行則改稱「中信嘉華銀行有限公司」，林思顯亦辭任董事局，標誌著林家完全退出嘉華銀行業務。2010年5月，中信嘉華銀行有限公司進一步改名為「中信銀行（國際）」，「嘉華」一名走進歷史。
在1960年代至1990年代，除了在嘉華銀行的工作外，林思顯也打理其他家族生意，曾任捷和電筒廠董事長兼總經理、植豐置業董事長兼經理、以及泰國美林電池董事。早在1950年代開始，他亦獲得港府重用，憑藉其商界背景，多次隨香港代表團參與海外的貿易展覽會，當中包括在1952年任倫敦大英聯邦帝國出品展覽會香港代表團副團長兼秘書、1960年任瑞典國際工業展覽會香港代表團成員、1961年任澳洲悉尼貿易展覽會香港代表團團員、1963年任西德柏林貿易展覽會香港代表團團長、1966年任瑞典國際工業展覽會香港代表團團長、以及先後在1968年和1969年以團長身份，率領香港貿易代表團參與比利時第41屆布魯塞爾國際工業展覽會和出訪斯堪的納維亞地區的各個國家。
林思顯也有份參與籌組香港工業總會和香港貿易發展局。1958年至1961年，他獲港府委任到籌備創立香港工業總會的顧問委員會和工作小組，任職委員；工總在1960年底正式成立後，他復在1961年至1964年擔任工總理事會的創會理事。在1965年，林思顯獲港府委派參與籌設香港貿易發展局，任職工作小組成員，貿發局成立後，他亦繼續於1966年至1969年任貿發局理事會創會理事。他其他與工商有關的公職還有在1961年至1964年任香港管理專業協會理事會創會委員、以及由1961年至1968年任港府交通諮詢委員會委員。
林思顯在1964年11月20日已獲港府奉委為非官守太平紳士，1965年4月1日，他進一步獲委任為市政局委任議員，六七暴動期間，他由當年4月26日至7月8日署理缺席的馮漢柱議員，以臨時身份擔任立法局非官守議員，隨後再由1967年12月4日至1968年1月6日擔任同一職務，以便署理缺席的謝雨川議員。林思顯在1968年4月1日卸任市政局議員，其空缺由陳普芬接任。1972年，林思顯獲英廷頒授OBE勳銜，以嘉獎他在公共事務和貿工事務上的貢獻。退出市政局後，林思顯繼續出任不少公職，計有在1969年至1977年出任香港出口信用保險局理事會理事及工商署工業貿易諮詢委員會委員、1972年至1984年任海事處海員招募諮詢委員會委員、和在1977年至1986年任稅務上訴委員會委員等職。
林思顯憑藉家族的潮州背景，再加上父親曾任香港潮州商會主席，所以與商會關係密切。早在1961年至1964年，他當選為香港潮州商會會董，並在1972年第二度當選，同時出任副會長一職。1974年至1976年，他當選為該會會長，並在1976年至1978年連任，是少有兩度連任的會長。他在1984年再當選為該會永遠榮譽會長。

### 教育生涯
林思顯早在1961年起已於父親有份創辦的香港浸會書院任職校董兼司庫，並在1962年起兼任書院的財務委員會主席。另外，林思顯早期曾在1962年至1965年任愛丁堡公爵獎勵計劃香港執行委員會委員、1964年至1966年任港府高等教育特別委員會委員、以及在1964年至1967年出任九龍青年會書院校董會主席。
1968年10月，林思顯接替黃汝光出任浸會書院校董會主席，任內先後見證學校在1972年獲港府准許由「書院」改名為「學院」、1978年率先引入國際文憑大學預科課程，以及在1983年獲大學及專上教育資助委員會（今大學教育資助委員會）接納成為資助院校。在任校董會主席期間，他曾在1971年至1972年任浸信會協會副主席、1972年至1974年任中華基督教青年會中學校董會主席、1973年至1974年任香港中華基督教青年會榮譽司庫、和在1978年至1981年及由1984年至1986年間任職五育中學管理委員會主席。在浸會學院供職後期，林思顯亦任香港理工學院（今香港理工大學）校董及港府教育委員會委員，港府在1984年2月設立教育統籌委員會後，他還以教育委員會代理主席身份出任教育統籌委員會的當然官守委員，至同年7月卸任，由正式獲委任為教育委員會主席的立法局非官守議員王澤長接替。
林思顯與父親林子豐曾任校長的香港培正中學及澳門培正中學也甚有淵源，而他本人亦在香港培正接受小學教育。在1971年，林思顯接替逝世的父親，出任澳門培正中學校監，並兼任校董會副主席。1984年卸任後，他於1985年獲委任為香港培正中學校監，同年底再一次獲英廷授予CBE勳銜，以表揚他在教育方面的貢獻。1986年，林思顯辭任培正中學校監一職，同年12月卸任浸會學院校董會主席，由黃保欣接任。雖然如此，林思顯在1991年獲浸會學院頒授榮譽社會科學博士，成為首位獲該校頒授榮譽社會科學博士學位的人士。
作為民生書院的校友，林思顯在1949年當選該校同學會主席，並在1950年和1951年兩度連任，至1952年11月卸任。他後來歷任民生書院同學會永遠執委、1970年至1975年任該校校董會主席，1975年起改任校監，1986年卸任後當選同學會永遠會長。林思顯在1993年向民生書院捐贈港幣100萬元，用作支持該校的宗教活動經費，書院後來在1995年把校園內的演講廳正式命名為「林思顯演講廳」。在1992年，他又向另一所由浸信會營辦的香港培道中學捐贈20萬港元，以設立獎學金，另外又捐贈20萬港元為校園加建學生休憩地方。

### 晚年生涯
林思顯在1977年計劃移民美國，以便和早已移民的子女生活。他最初定居於加州南部，後於2000年移居德州佩爾蘭（Pearland）。晚年的林思顯退出香港的公開場合，他在2007年8月8日卒於德州侯斯頓，終年85歲。林思顯的喪禮在同年8月11日於克萊頓殯儀館（Clayton Funeral Home）舉行，遺體隨後落葬於迪金森（Dickinson）的橄欖山墳場（Mount Olivet Cemetery）。

## 個人生活
林思顯在1948年1月11日娶李美玉（Juanita Dee）為妻，兩人共育有三女一子，林思顯夫人在2005年逝世。林思顯是一位虔誠的浸信會基督徒，早年已任九龍城浸信會任職執事，後來歷任香港中華基督教青年會會董、及在1979年至1981年出任香港浸信會聯會主席。林思顯生前亦不時參與福音佈道和慈善工作，早年時也在1962年至1966年擔任過港九榕江福利會會長。
林思顯曾經是英皇御准香港賽馬會、皇家香港哥爾夫球會和九龍木球會會員、以及是香港鄉村俱樂部的創會會員。他早年也曾在1961年至1963年任香港中華業餘游泳聯會副會長，以及在1963年至1964年擔任該會會長一職。

## 榮譽

### 殊勳
- 以下列出榮譽全稱及縮寫：^ 
  - 非官守太平紳士（J.P.） （1964年11月20日[18]）
  - 英帝國官佐勳章（O.B.E.） （1972年英女皇壽辰授勳名單[23]）
  - 英帝國司令勳章（C.B.E.） （1986年元旦授勳名單[31]）

### 榮譽學位
- 榮譽法學博士
  - 貝勒大學 （美國，1973年[6]）
- 榮譽社會科學博士
  - 香港浸會學院 （1991年）

### 以他命名的事物
- 林思顯演講廳（Dr. Daniel Lam Lecture Theatre）：位於九龍民生書院內。
- 林思顯博士紀念獎學金（Dr. Daniel H. Lam Memorial Scholarship）：由民生書院設立。

## 注腳
1. ↑  立法會行政管理委員會. .   [2022-08-07]. （原始内容存档于2022-05-22）.
2. 1 2  盧子健、何安達. . 天地圖書. 1994: 189.
3. 1 2  〈體會人生、慢慢想通、林思齊小史〉（2010年11月22日）
4. 1 2 3 4 5 6 7 8 9 10 11 12 13 14 15 16  Sinclair (1984)
5. 1 2 3 4 5 6 7 8  岑維休（1971年），第十篇頁34。
6. 1 2 3 4 5 6 7 8 9  "Dr. Daniel H. Lam" (8 August 2007)
7. 1 2 3 4 5 6  〈發展歷史〉（造訪於2014年12月2日）
8. ↑  〈環球華報人物專訪：加國首位華裔省督傳奇人生〉（2010年3月11日）
9. ↑  〈1940年級毓社〉（造訪於2014年12月7日）
10. 1 2 3 4  〈同學會年表〉（造訪於2010年12月5日）
11. ↑  Annual Report 2001 (2002), p.35.
12. ↑  〈1967年香港暴動，攜妻女移居溫市〉（2010年1月4日）
13. ↑  "Ka Wah Bank - Standing Tall in Hong Kong"　(June 1984), pp.S10-S11.
14. ↑  "Ka Wah Bank - Standing Tall in Hong Kong"　(June 1984), p.S12.
15. ↑  〈公佈更改公司名稱董事委任及辭任〉（2002年11月25日）
16. ↑  〈中信嘉華易名中信銀行國際〉（2010年5月8日）
17. ↑  "People and Places" (October 1968), p.7.
18. 1 2  "Civil and Miscellaneous List" (retrieved on 1 November 2010)
19. ↑  Annual Report 1965 (1966), p.333.
20. ↑  Annual Report 1966 (1967), p.343.
21. ↑  Annual Report 1967 (1968), pp.341 & 343.
22. 1 2  Annual Report 1968 (1969), pp.357 & 359.
23. 1 2  "Supplement to Issue 45678 （页面存档备份，存于）", London Gazette, 23 May 1972, p.6273.
24. ↑  〈歷屆會長〉（造訪於2010年12月5日）
25. ↑  黃嫣梨（1996年），頁138。
26. ↑  黃嫣梨（1996年），頁145。
27. ↑  黃嫣梨（1996年），頁222。
28. ↑  黃嫣梨（1996年），頁323。
29. ↑  《教育統籌委員會第一號報告書》（1984年10月），頁2。
30. 1 2  〈香港培正中學歷任校監〉（造訪於2010年12月5日）
31. 1 2  "Supplement to Issue 50361", London Gazette, 31 December 1985, p.16.
32. ↑  〈香港浸會大學歷屆榮譽博士名單〉（造訪於2014年12月7日）
33. ↑  〈完整歷史〉（造訪於2010年12月5日）

### 英文資料
- Annual Report 1965, Hong Kong Government, 1966.
- Annual Report 1966, Hong Kong Government, 1967.
- Annual Report 1967, Hong Kong Government, 1968.
- "People and Places （页面存档备份，存于）", The Bullentin Issue 22 Vol. 1968, October 1968.
- Annual Report 1968, Hong Kong Government, 1969.
- Sinclair, Kevin, Who's Who in Hongkong, Database Publishing, 1984.
- Ka Wah Bank - Standing Tall in Hong Kong （页面存档备份，存于）, Euromoney, June 1984.
- Annual Report 2001 （页面存档备份，存于）, Citic Ka Wah Bank, 2002.
- "Dr. Daniel H. Lam", Clayton Funeral and Cemetary Services, 8 August 2007.
- "Civil and Miscellaneous List", The Government of the Hong Kong SAR, retrieved on 1 November 2010.

### 中文資料
- 岑維休主編，《香港年鑑》。香港：華僑日報，1971年。
- 《教育統籌委員會第一號報告書 （页面存档备份，存于）》。香港：香港政府，1984年10月。
- 黃嫣梨，《香港浸會大學校史》。香港：香港浸會大學，1996年。
- 〈公佈更改公司名稱董事委任及辭任 （页面存档备份，存于）〉，《中信國際金融控股有限公司》，2002年11月25日。
- 〈1967年香港暴動，攜妻女移居溫市〉，《星島日報》卡加利版，2010年1月4日。
- 〈環球華報人物專訪：加國首位華裔省督傳奇人生〉，《環球華報》，2010年3月11日。
- 〈中信嘉華易名中信銀行國際〉，《文匯報》，2010年5月8日。
- 〈體會人生、慢慢想通、林思齊小史〉，《星島日報》多倫多版，2010年11月22日。
- 〈歷屆會長 （页面存档备份，存于）〉，香港潮州商會，造訪於2010年12月5日。
- 〈完整歷史〉，香港培道中學，造訪於2010年12月5日。
- 〈同學會年表 （页面存档备份，存于）〉，民生書院同學會，造訪於2010年12月5日。
- 〈發展歷史 （页面存档备份，存于）〉，《中信銀行（國際）》，造訪於2014年12月2日。
- 〈香港培正中學歷任校監 （页面存档备份，存于）〉，培正同學總會，造訪於2014年12月3日。
- 〈香港浸會大學歷屆榮譽博士名單〉，香港浸會大學，造訪於2014年12月7日。
- 〈1940年級毓社 （页面存档备份，存于）〉，培正同學總會，造訪於2014年12月7日。

## 外部連結
- Ka Wah Bank - Standing Tall in Hong Kong （页面存档备份，存于）, June 1984
- 香港培正中學歷任校監 （页面存档备份，存于）
- 撫今追昔，繼往開來（香港浸會大學）

| 學術機關職務  | 學術機關職務                          | 學術機關職務  |
| ------------- | ------------------------------------- | ------------- |
| 前任： 黃汝光 | 香港浸會學院校董會主席 1968年－1986年 | 繼任： 黃保欣 |
| 前任： 林子豐 | 澳門培正中學校監 1971年－1984年       | 繼任： 張彬彬 |
| 前任： 張彬彬 | 香港培正中學校監 1985年－1986年       | 繼任： 張彬彬 |